# Ilja Riepin
Ilja Jefimowicz Riepin (ros. Илья Ефимович Репин) ur. 24 lipca?/5 sierpnia 1844 w Czugujewie (Imperium Rosyjskie), zm. 29 września 1930 w Kuokkala (Finlandia) – rosyjski malarz, przedstawiciel realizmu.

## Życie i twórczość
Rodzice Repina byli rosyjskimi osadnikami wojskowymi na wschodzie dzisiejszej Ukrainy, Repin uważał się za Rosjanina. W 1866, po terminie u miejscowego malarza ikon Bunakowa oraz wstępnej nauce malarstwa portretowego, Riepin wyjechał do Petersburga, gdzie podjął studia pod kierunkiem Iwana Kramskiego i Pawła Czistiakowa w tamtejszej Cesarskiej Akademii Sztuk Pięknych. W 1873 ukończył obraz Burłacy na Wołdze, realistyczny portret grupy jedenastu burłaków, którym zdobył rozgłos i wczesną sławę. W latach 1873–1876 jako stypendysta przebywał we Włoszech i Francji, gdzie zetknął się z tamtejszą sztuką impresjonistyczną, która miała wpływ na sposób użycia światła i koloru przez artystę. Jednak styl malarza bliżej przypominał starszych mistrzów europejskich, szczególnie Rembrandta, a sam Riepin nigdy nie został impresjonistą. Po powrocie pracował w Moskwie, od 1882 ponownie w Petersburgu, a od 1900 w Kuokkala (w 1948 przemianowanym na Riepino). W latach 1894–1907 był profesorem petersburskiej Akademii, a 1898–1899 jej rektorem.
Przez cały czas kariery, artysta w swoich dziełach ukazywał przeciętnych ludzi, z którymi sam się identyfikował. Riepin często ukazywał wiejski folklor, zarówno ukraiński, jak i rosyjski. W późniejszym okresie twórczości, od 1878 należał do pieriedwiżników; malował obrazy rodzajowe o tematyce z życia współczesnej Rosji, historyczne, portrety m.in. inteligencję rosyjską oraz arystokrację, łącznie z ostatnim carem Rosji, Mikołajem II Romanowem.
Ceniony za mistrzowską realistyczną formę, rysunek, swobodną fakturę oraz wyczucie barwy i światła; jego obrazy charakteryzowała wielka różnorodność ujęć i nastrojów.

## Wybrane obrazy
- Burłacy na Wołdze (1870–1873)
- Przewoźnicy przebywający rzekę w bród (1872)
- Sadko w podwodnym królestwie (1876)
- Aresztowanie agitatora (1880–1892)
- Procesja w guberni kurskiej (1880–1883)
- Zaporożcy piszący list do sułtana tureckiego (1878–1891)
- Portret Modesta Musorgskiego (1881)
- Nie oczekiwali (Powrót zesłańca) (1884)
- Car Iwan Groźny i jego syn Iwan 16 listopada 1581 roku (1885)
- Portret Lwa Tołstoja (1887)
- Portret Włodzimierza Spasowicza (1891)
- Manifestacja 17 października (17 октября 1905 года) (1907)

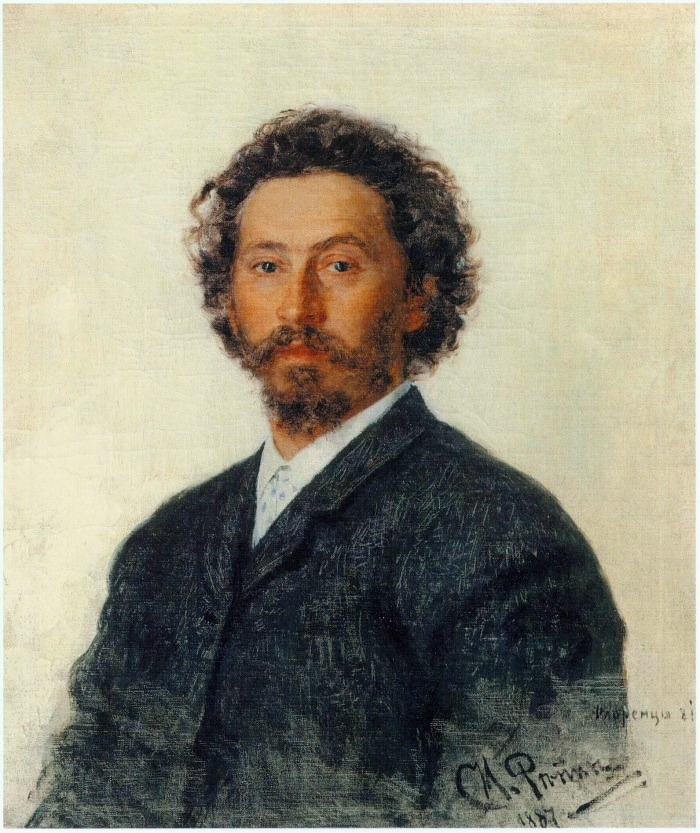
Autoportret. 1887
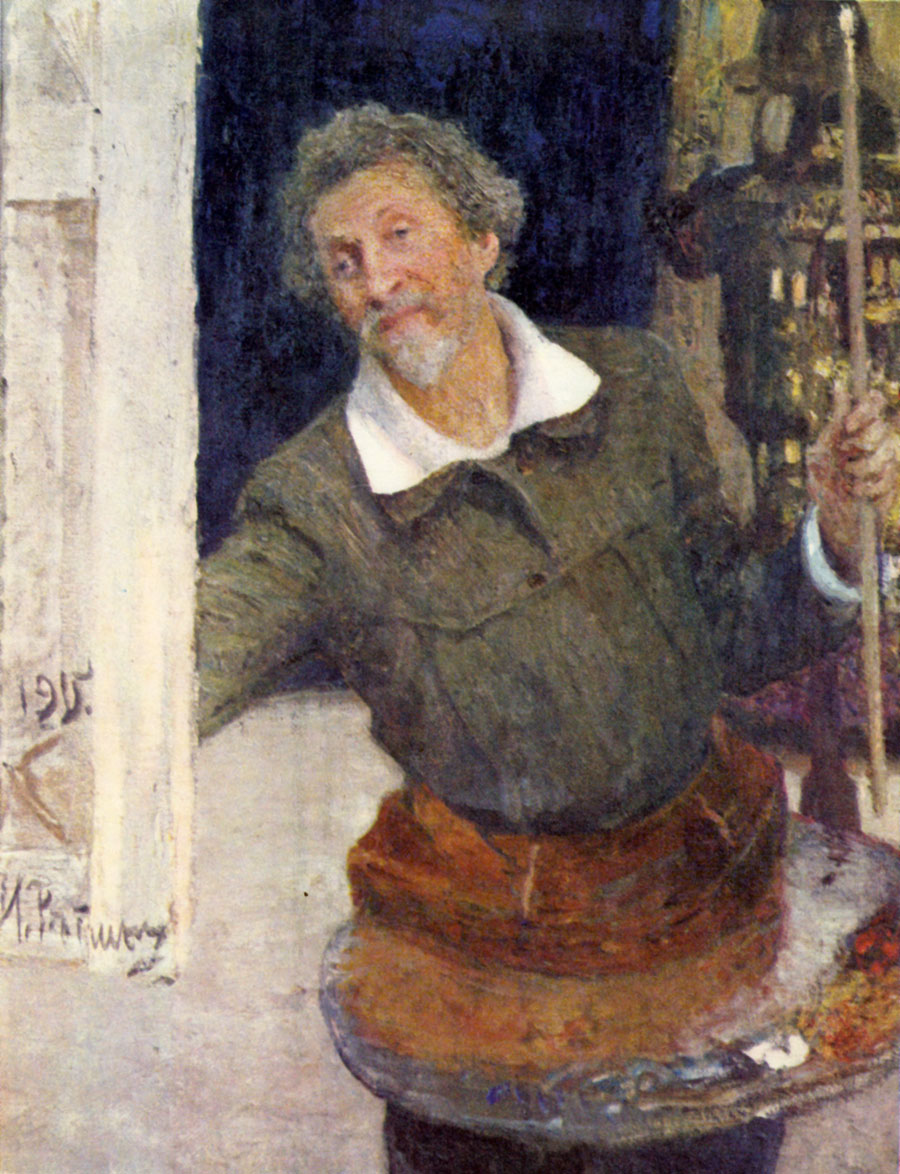
Autoportret w pracy. 1915
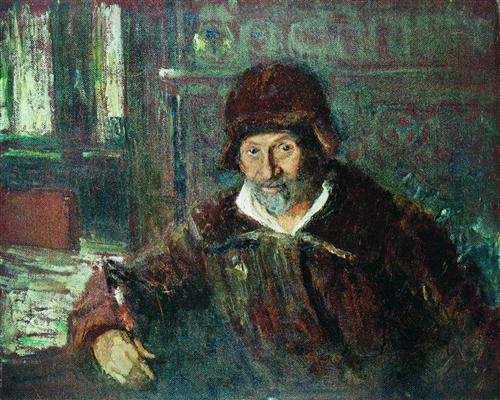
Autoportret. 1920
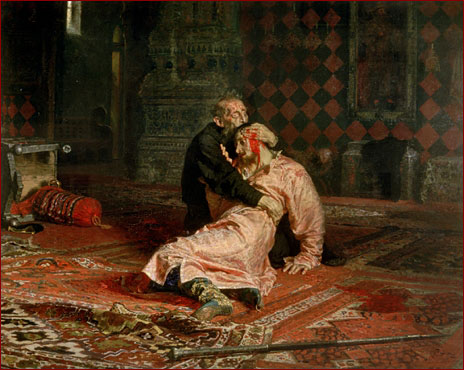
Car Iwan Groźny i jego syn Iwan 16 listopada 1581 roku
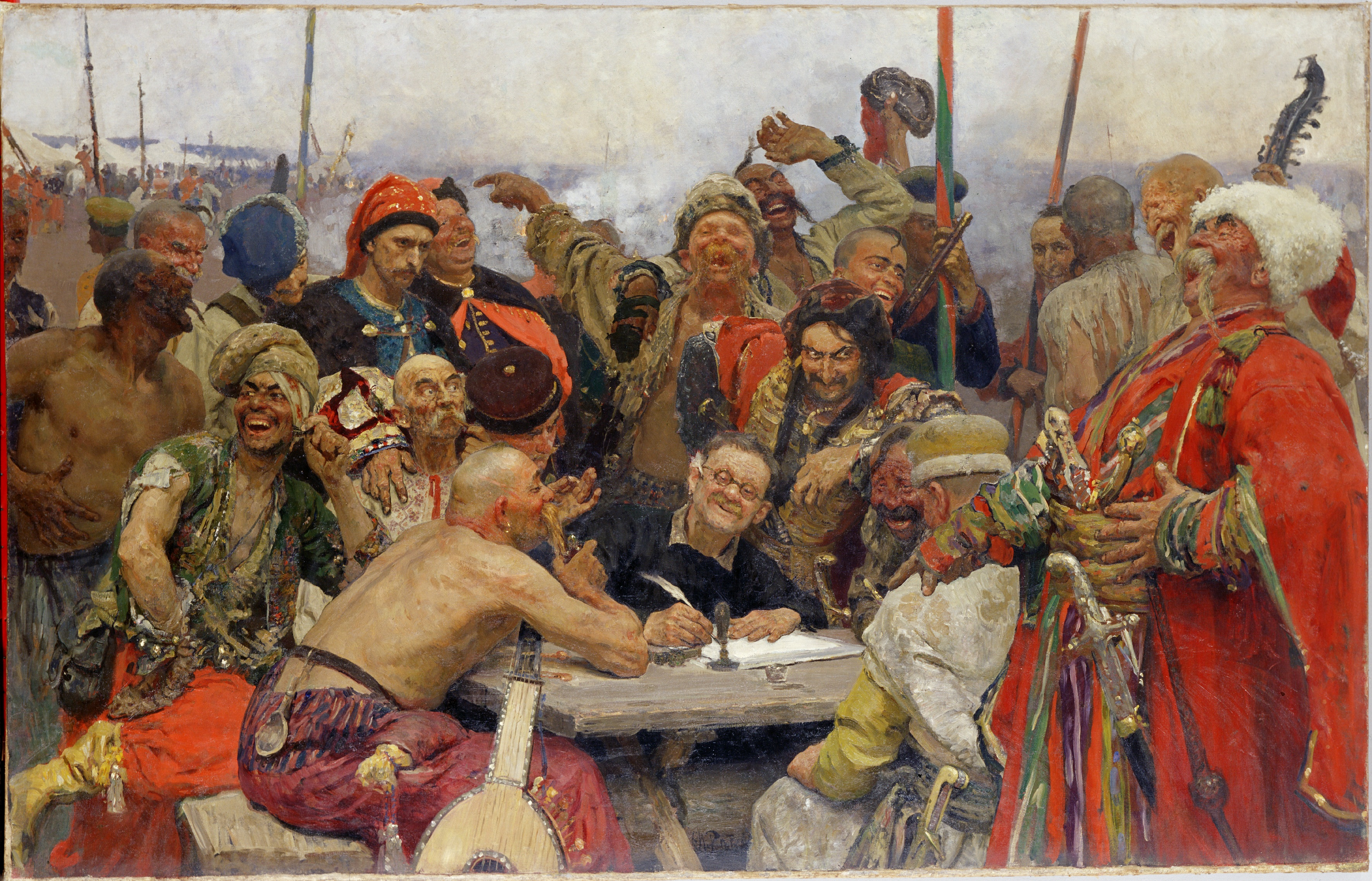
Kozacy piszą list do sułtana (druga niedokończona wersja z 1893)